# Церковь евангельских христиан в духе апостолов
Церковь Евангельских Христиан в Духе Апостолов (ЦЕХвДА) — пятидесятническая община с центром в Санкт-Петербурге. Насчитывает 10 тысяч приверженцев, объединённых в 70 автономных общин. В различное время были известны как «единственники», «смородинцы», «иисусовцы», «единобожцы».

## История
В 1911 году в Гельсинфорсе (сейчас — Хельсинки) двое баптистских проповедников Александр Иванович Иванов (1877—1931) и Николай Петрович Смородин (1875—1953), трудившихся среди русскоязычных жителей Финляндии, приняли пятидесятническую доктрину о крещении Духом Святым от Томаса Баррата и Леви Петруса. Вернувшись в Петербург, они проповедуют о возможности говорения на иных языках в общинах евангельских христиан и баптистов. 
В 1913 году образованная ими группа верующих попала под влияние американского миссионера Андрея Давидовича Уршана, придерживающегося унитарианской доктрины, который учил о едином Боге, Который явился и спас людей во Христе Иисусе, и крещении только во имя Иисуса Христа. С этого времени Евангельские Христиане в Духе Апостолов крестят новых членов «во имя Иисуса».
Вскоре общины единственников появились в Новгородской, Псковской,Витебской, Вятской и Московской губерниях, Тифлисе, Батуми и Сухуми. К началу 20-х годов XX века в Советском Союзе было уже 80 общин данного направления.
В 1947 году церкви единственников формально примкнули к ВСЕХиБ. В 1978 году ленинградская община во главе с пресвитером Дмитрием Шатровым получила автономную регистрацию. В 1980 году под молитвенный дом был переоборудован частный дом в посёлке Парголово, на Полевой улице, 21.

## Вероучение
К числу особенностей вероучения Церкви ЕХвДА является отрицание веры в Троицу и утверждение Иисуса Христа единственным истинным Богом, поэтому крещение осуществляется не «во имя Отца и Сына и Святого Духа» (Матф. 28:19), а только «во имя Иисуса Христа» (Деян. 2:38) Евангельские Христиане в Духе Апостолов верят, что единственный Всемогущий Бог и Творец открывается человечеству в трёх основных функциях: Отца,Сына и Духа Святого. Бог явился людям во плоти то есть стал Человеком,Сыном Божиим, умер за грехи всех людей и воскрес для нашего оправдания. Открыв в Новом Завете Своим ученикам единственное имя — Иисус Христос(Иешуа ха Машиах), которым надлежит спастись: «Он есть камень, пренебреженный вами зиждущими, но сделавшийся главою угла, и нет ни в ком ином спасения, ибо нет другого имени под небом, данного человекам, которым надлежало бы нам спастись.»(Деяния Апостолов 4:11-12) Вероучение ЕХвДА является модалическим монархианством.

## Служение
В настоящее время церковь ведет  миссионерскую деятельность (Миссия "Благая Весть") и известна приобретением недвижимости в северной столице. В частности, осенью 2011 года стало известно о приобретении церковью здания кинотеатра Колизей за 15 млн. долларов
Современные активисты ЦЕХДА: Виктор Шатров, Дмитрий Шатров (младший), Ольга Голикова.